# Mókás arc (film, 1957)
A Mókás arc (eredeti cím: Funny Face) 1957-ben bemutatott zenés-táncos, romantikus film. Főszereplők Audrey Hepburn, Fred Astaire és Kay Thompson. Egyes dalokat George Gershwin és Ira Gershwin írt.
A filmet VistaVision Technicolor technikával forgatták. Richard Avedon fényképész tervezte a film bevezető képsorait, és tanácsadóként a forgatáson is részt vett.
Az 1927-es Funny Face Broadway-musicalből csak négy dalt vettek át.

## Cselekménye
|  | Alább a cselekmény részletei következnek! |

Maggie Prescott (Kay Thompson) a Quality divatmagazin kiadója és főszerkesztője. Keresi a következő színt és divatirányzatot. Először a rózsaszínt találja ki, majd ő és Dick Avery (Fred Astaire) fotográfus kitalálják, hogy az addigi modellekkel ellentétben „okosabbnak látszó” képekre van szükség, ezért a stáb kivonul a Manhattan közelében lévő, intellektuális légköréről ismert Greenwich Village-be, és egy régi könyvesboltba, az „Embryo Concepts”-be rontanak be, ahol szétdobálják a könyveket, miközben fényképeznek, az alkalmazott, Jo Stockton (Audrey Hepburn) tiltakozása ellenére, akit Maggie kizár a saját boltjából. Majd a divatfotózás véget ér, és a közreműködők gyorsan elhagyják a helyszínt.
Jo Stockton úgy gondolja, a divat világa üres és értelmetlen. Amikor elkezdi visszarakosgatni a könyveket a helyükre, ott találja Dick Avery-t, aki egy darabig segít neki a pakolásban. Kiderül, hogy a lány amatőr gondolkodó, aki szeretne egy bizonyos Emile Flostre (Michel Auclair) francia „empatista” filozófussal találkozni, aki Párizsban él. Dicknek megtetszik a lány, és megcsókolja, a lány tiltakozásakor azonban elmegy.
Dick néhány olyan képet is készít, amin Jo is rajta van (egy pár könyvvel). Ezt kinagyítja és Maggie is elfogadja, hogy Jo legyen a következő arc a divat világában. Könyvvásárlás ürügyén behívják a lányt, aki néhány könyvet hoz magával 50 dollár értékben. Maggie-t azonban nem érdekli a szállítmány, egyből neki akar esni a lánynak az asszisztenseivel együtt, levágni a haját, levenni a ruháját, mire a lány elmenekül. Véletlenül Dick sötétkamrájában rejtőzik el. Dick nem fedi fel a lány jelenlétét a keresők előtt, sőt, megígéri a lánynak, hogy ha vállalja a ruhák viselését, akkor eljuthat velük Párizsba és találkozhat a filozófussal.
A stáb már másnap elindul. Egy párizsi ruhatervező, a híres Duval fogja megtervezni a ruhákat, akivel másnap 10-re találkozót beszéltek meg. A lány azonban nem jelenik meg a találkozón. Dick csak estefelé találja meg egy művészkocsmában, ahol a zenekar free jazzt játszik, és Jo is egy előad egy formabontó táncot két férfi közreműködésével. Dick emlékezteti rá, hogy aznap nem jelent meg a találkozón, a lány azonban azt mondja, hogy nem kapott róla értesítést. Így a bemutatkozás másnapra marad. A tervező cég akcióba lendül, közben beindul a fotózás is Párizs különféle helyszínein, illetve Párizs közelében. Dick az eddigi módszerének megfelelően próbálja a megfelelő viselkedést előhozni a lányból, és ilyeneket mond neki: „most elbúcsúzol a kedvesedtől”, „örülsz, hogy viszontlátod a szerelmedet”, és időnként egy-egy csókot ad neki. A lány egyre inkább úgy érzi, hogy a férfival bizalmas kapcsolatba került és a képek is jól sikerülnek.
Amikor a gálaest következik, Jo megtudja, hogy a professzor, aki miatt lényegében idejött, éppen előadást fog tartani a művészkocsmában, elrohan, hogy találkozzon vele. Mivel késik, Dick utánamegy, mivel sejti, hogy a lány hol lehet. A lány éppen csak megismerkedik a fiatalos, körszakállas filozófussal, amikor Dick elrángatja onnan és visszaviszi a bemutatóra. A lány zokon veszi a dolgot, hiszen számára ez a találkozó a fontos. A veszekedés köztük a színfalak mögött is zajlik. Végül a bemutató botrányba fullad, amikor a díszlet összedől és a szökőkút a nézőket is elárasztja vízzel.
Maggie egyik alkalmazottja megszerzi a Jo-nak küldött telefonhívások listáját. Ezek között van egy meghívás aznap estére egy zártkörű filozófiai estre, Flostre professzor házába. Maggie és Dick házaspárnak álcázva elmennek a helyszínre, ahol floridai házaspárnak adják ki magukat. Éppen látják, amint Jo és a professzor egy emeleti szobába mennek be. Maggie és Dick számára először az igazi házaspár érkezése okoz némi zavart, majd egy táncot adnak elő és közben zenélnek. Majd az emeletre mennek. Itt Jo felháborodik rajta, hogy ide jöttek, a professzor is el akarja küldeni őket, amikor azonban rájuk támad, véletlenül beüti a fejét és elájul. Maggie és Dick ekkor elmennek, Jo marad. Dick még az aznap esti 10:30-as géppel el akar utazni, és elszáguld, Maggie-t ott hagyja az utcán.
Amikor Flostre magához tér, elkezd udvarolni a lánynak és közeledik hozzá, aki számára riasztó bálványának hirtelen „férfivá” válása. Ezért, amikor a férfi túlságosan közel kerül hozzá, Jo egy kezébe akadó kis szoborral fejbe vágja és elmenekül.
Jo visszamegy az utolsó bemutató estére, és a különböző ruhák cseréje közben Maggie-t kérdezgeti, hogy van-e hír Dickről. Maggie mindenkit megmozgat, hogy hírt kapjanak róla, de a szállodából már elindult a férfi, így nem érik el. Maggie megígéri neki, hogy még a repülőtéren megpróbálják elérni, ahol be is mondják, hogy Dick Avery-t keresik, de a férfi addigra már kimegy az épületből a repülője felé. A bemutató végén Jo látja a gépet elrepülni Párizs felett, így abban a hiszemben, hogy Dick megkapta az üzenetet, de nem akart vele találkozni többet, elrohan az esküvői ruhában, ami az utolsó öltözete volt.
Dick a reptér betonján felfedezi Flostre professzort, aki indiaiakkal beszélget és az ő fején is egy turbánszerű viselet van. Azonban kiderül, hogy az nem turbán, hanem kötés, ugyanis a lány olyan erősen fejbe vágta, hogy 18 öltéssel kellett összevarrni a koponyáján a bőrt, és az ajka is felrepedt. Dick ezt jókedvvel hallja, mivel ez azt jelenti, hogy a lány nem esett „a professzor” hálójába (akit Dick többször is szélhámosnak nevezett). Így visszarohan a bemutató helyszínére, a lány azonban onnan már jóval korábban elment. Dick tudja, hogy hol kell keresnie, és ahhoz a templomhoz megy, aminek kertjében egy kis tavacskánál korábban fényképezte a lányt, aki ott szerelmet vallott neki.
A lány valóban ott van, minden tisztázódik, és a történet egy duettel boldog véget ér.
|  | Itt a vége a cselekmény részletezésének! |

## Szereposztás
| Szerep                                              | Színész                    | Magyar hangja (1. szinkron, 1991) |
| --------------------------------------------------- | -------------------------- | --------------------------------- |
| Jo Stockton, könyvesbolti eladó, később divatmodell | Audrey Hepburn             | Kútvölgyi Erzsébet                |
| Dick Avery fotográfus                               | Fred Astaire               | Ujréti László                     |
| Maggie Prescott, divatmagazin kiadó és főszerkesztő | Kay Thompson               | Faragó Vera                       |
| Emile Flostre francia filozófia professzor          | Michel Auclair             | Mihályi Győző                     |
| Paul Duval francia divattervező                     | Robert Flemyng             | Jakab Csaba                       |
| Marion                                              | Dovima                     | ?                                 |
| Fodrász                                             | Jean Del Val               | ?                                 |
| Babs                                                | Virginia Gibson            | ?                                 |
| Laura                                               | Sue England                | ?                                 |
| Lettie                                              | Ruta Lee                   | Simorjay Emese                    |
| Dovitch                                             | Alex Gerry                 | Láng József                       |
| Armande                                             | Iphigenie Castiglioni      | ?                                 |
| Táncospár a rózsaszín számban                       | Suzy Parker Sunny Hartnett | -                                 |

## Megjelenése
A film DVD-n 2001. április 10-én jelent meg.

## Fogadtatás
A filmkritikusok véleményét összegző Rotten Tomatoes 87%-ra értékelte 23 vélemény alapján.

## Díjak, jelölések
Elnyert díj:
- A National Board of Review „különleges idézet” díjat adott a filmnek a benne látható újszerű fényképek miatt

Jelölések:
- Writers Guild of America: „legjobban megírt amerikai musical” – Leonard Gershe
- Directors Guild of America: „kiemelkedő rendezés mozifilmben” – Stanley Donen
- 1957, Cannes Filmfesztivál: „arany pálma” – Stanley Donen[4]
- Golden Laurel-díj: „legjobb férfi szereplő musicalben” – Fred Astaire
- Oscar-díj: „legjobban megírt forgatókönyv” – Leonard Gershe[5]
- Oscar-díj: „legjobb kosztüm” – Edith Head és Hubert de Givenchy (Hepburn ruháit tervezték)
- Oscar-díj: „legjobb fényképezés” – Ray June
- Oscar-díj: „legjobb művészeti rendezés”, „legjobb dekoráció” – Hal Pereira, George W. Davis, Sam Comer és Ray Moyer

## Forgatási helyszínek
- New York, USA
- Párizs, Franciaország

## Érdekesség
- A film egyes jeleneteiben zenés-táncos-énekes közjátékot adnak elő a szereplők. Az énekek eredeti nyelven hangzanak fel (általában angolul, illetve egy esetben franciául, aminek szövegét Maggie fordítja Dick számára).
- A film történetét nem az azonos című Broadway-darabból vették, hanem egy másik Broadway-musical-ből, a Wedding Bells-ből (=esküvői harangok), aminek szerzője Leonard Gershe.
- A film címe eredetileg Wedding Day lett volna (=esküvő, az esküvő napja)
- Hepburn későbbi filmjétől, a My Fair Lady-től eltérően ebben a filmben ő maga énekli a dalokat.
- Hepburn több más filmjéhez hasonlóan a partnere ebben is jóval idősebb volt. Astaire 58, Hepburn 30 éves volt a forgatás idején. Hepburn feltételül szabta, hogy akkor vesz részt a filmben, ha abban Astaire is szerepel.
- Astaire az esernyővel és vörös belsejű kabáttal előadott szóló tánc és ének-produkcióját Gershwin Let's Kiss and Make Up című számára adja elő.
- Thompson, aki többnyire zenei rendezőként dolgozott, ritka megjelenéseinek egyikét mutatja ebben a filmben, mint Maggie Prescott, egy divatlap főszerkesztője. A legelső zenés számot („Think Pink!” = „gondolkozz rózsaszínben”) ő adja elő a tánckórus jelenlétében, majd előbb Hepburnnel, később Astaire-rel ad elő („Clap Yo' Hands”) zenés-táncos-énekes duettet.
- Thompson talán a legismertebb az Eloise című könyvsorozatáról, amiben egy elkényeztetett, gazdag lány életét meséli el.
- Az Astaire által játszott karakter egy valóban élt fotográfus, Richard Avedon[6][7][8][9] életén alapult, aki a film elején látható fotókat készítette. Néhány felvétele a divatlap helyiségeiben is látható a falakon.

- A filmből az egyik legismertebb kép Hepburnről az a véletlenül túlexponált kép, ami szinte teljesen fehér, csak Hepburn szemei, orra, szemöldöke és szája látszik rajta. A kép a bevezető képsorok alatt rövid ideig látható; a filmben Dick ezt a képet viszi be Maggie irodájába, mint „az új arc”-ot, akit kerestek.

## A filmben hallható dalok
- 'S Wonderful – az 1927-es Funny Face musicalből
- Think Pink!
- How Long Has This Been Going On? – eredetileg a Funny Face musicalhez készült, de nem használták fel
- Funny Face – a Funny Face-ből
- Bonjour, Paris!
- Clap Yo' Hands – az Oh, Kay!-ből
- He Loves and She Loves – a Funny Face-ből
- On How to Be Lovely
- Basal Metabolism
- Let's Kiss and Make Up – a Funny Face-ből
- Trisztán és Izolda – Richard Wagner

## Fordítás
Ez a szócikk részben vagy egészben  a   Funny Face című angol Wikipédia-szócikk fordításán alapul.  Az eredeti cikk szerkesztőit annak laptörténete sorolja fel. Ez a jelzés csupán a megfogalmazás eredetét és a szerzői jogokat jelzi, nem szolgál a cikkben szereplő információk forrásmegjelöléseként.